# Anisakiasis

Anisakiasis of haringwormziekte is een parasitaire infectie van het maag-darmkanaal, veroorzaakt door het eten van rauwe of onvoldoende verhitte vis die was besmet met de larven van de nematode Anisakis simplex, de haringworm. Voor de invoering van de verplichting om haring na vangst in te vriezen kwam haringziekte in Nederland regelmatig voor. In landen waar veel rauwe vis wordt gegeten is anisakiasis een regelmatig voorkomend probleem.
Aanvankelijke symptomen binnen een paar uur na inname zijn misselijkheid, overgeven en hevige buikpijn. Als de larven de darmen bereiken kan na twee weken een ernstige eosinofiele granulomateuze reactie optreden met symptomen die doen denken aan de ziekte van Crohn.

## Behandeling
Voor de worm zijn mensen een parasitair doodlopende weg. Anisakis- en pseudoterranova-larven kunnen niet overleven bij mensen en sterven uiteindelijk. De behandeling is daarom in de overgrote meerderheid van de gevallen louter symptomatisch. 
De enige indicatie voor behandeling is darmobstructie door anisakis-larven, waarvoor mogelijk een spoedoperatie nodig is, hoewel er meldingen zijn van gevallen waarin behandeling met albendazol succesvol is geweest in het vermijden van een operatie (Pacios et al., 2005). Benzimidazolen (albendazol2, flubendazol, mebendazol) en ivermectine zijn actief op larven die zich aan de wand van het spijsverteringskanaal hechten.